# Квасі Квартенґ
Квасі Квартенґ (26 травня 1975 , Волтем-Форест, Великий Лондон ) — британський політик, Канцлер скарбниці з 6 вересня до 14 жовтня 2022 року. Обіймав посаду міністра з питань бізнесу, енергетики та промислової стратегії з 2021 до 2022 року. Член Консервативної партії, член парламенту від Спелторна в північному Сурреї з 2010 року.
16 листопада 2018 року Квартенґ був призначений заступником держсекретаря у Департаменті з питань виходу з Європейського Союзу після відставки Суелли Браверман. Після обрання Бориса Джонсона прем'єр-міністром у липні 2019 року Квартенг отримав посаду державного міністра з питань бізнесу, енергетики та чистого зростання, відвідуючи кабінет міністрів.

## Молодість і освіта
Квартенґ народився в лондонському районі Уолтем-Форест у 1975 році. Його мати — адвокат, а батько — економіст у Секретаріаті Співдружності.
Після навчання в державній початковій школі Квартенґ відвідував Колет Корт, незалежну підготовчу школу в Лондоні, де отримав премію Харроу з історії в 1988 році. Потім Квартенґ вступив до Ітонського коледжу, де він був королівським стипендіатом і отримав престижну премію стипендії Ньюкасла. Він навчався в Трініті-коледжі, Кембридж, отримавши ступінь першого класу з класики та історії і двічі вигравши медаль Брауна. Він був членом команди, яка виграла University Challenge у 1995 році (у першій серії після того, як програму було відновлено BBC у 1994 році). Навчався в Гарвардському університеті за стипендією Кеннеді, а потім отримав ступінь доктора філософії з економічної історії в Кембриджському університеті в 2000 році.

## Парламентська кар'єра

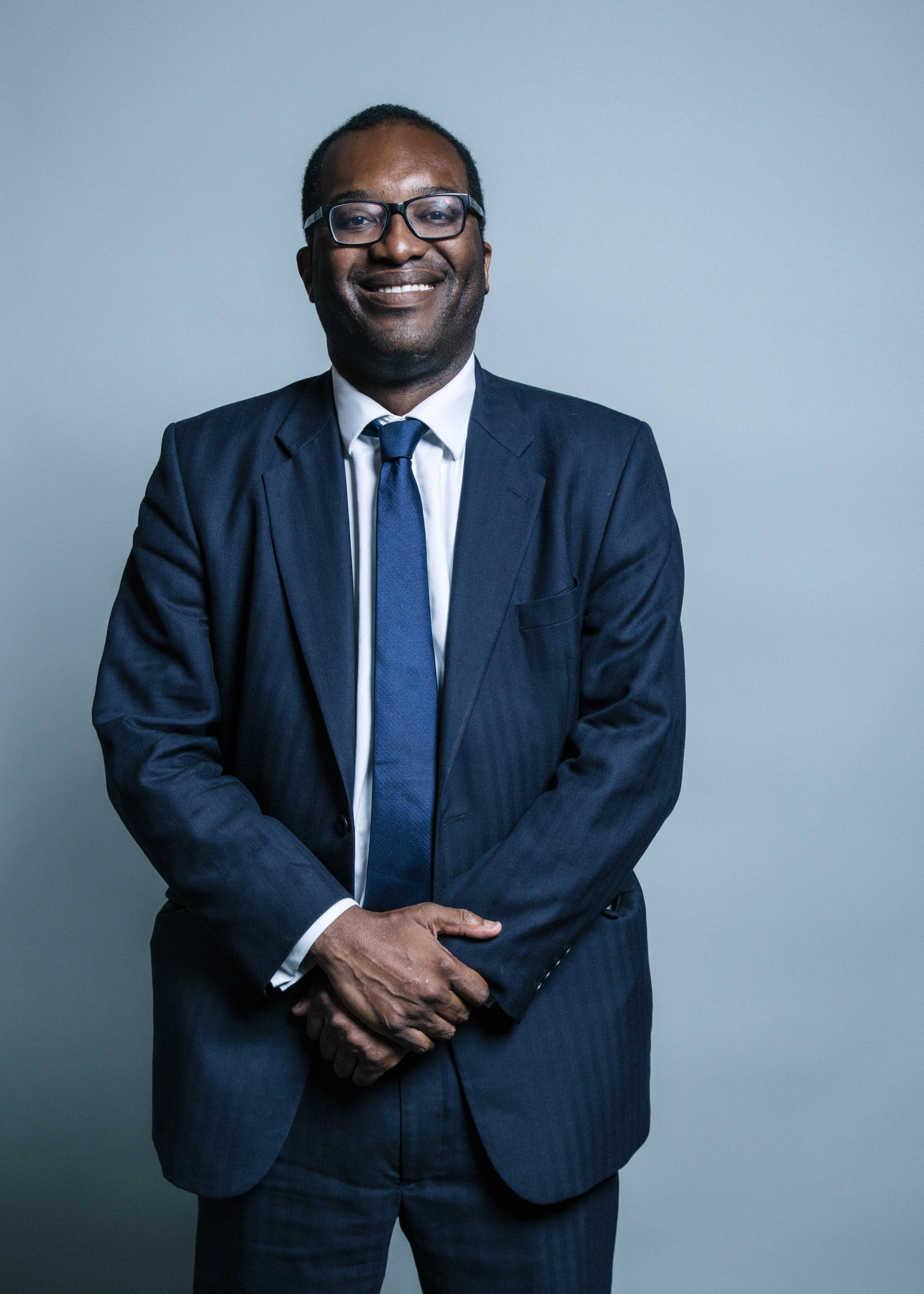
Офіційний депутатський портрет, 2017

### 2010: обрання та перебування на посаді члена парламенту
Квартенґ був обраний кандидатом від Консервативної партії на посаду члена парламенту від Спелторна у січні 2010 року після того, як чинний член парламенту від Консервативної партії Девід Вілшир потрапив у скандал, пов'язаний зі скандалом щодо витрат на парламент, і оголосив, що піде у відставку з парламенту на наступних загальних виборах.
Квартенґ отримав місце з 22 261 голосом (чисельно більше голосів, але менший відсоток голосів, ніж його попередник). Квартенґ не голосував за законопроєкт про референдум ЄС у жовтні 2011 року. У 2013 році Квартенг роздратував міністра фінансів Джорджа Осборна, розкритикувавши програму допомоги у купівлі житла як інфляційну.
У 2014 році вийшла його книга «Війна і золото: п'ятсотлітня історія імперій, пригод і боргів». Це історія капіталу та довготривалої здатності грошей, у поєднанні зі спекуляцією, руйнувати суспільства. Книгу перекладено іспанською та мандаринською мовами. У 2015 році вийшла його наступна книга «Суд над Тетчер: шість місяців, які визначили лідера».
Квартенґ переобрався на загальних виборах 2015 року, отримавши більше голосів, ніж на попередніх виборах. На референдумі 2016 року Квартенґ підтримав вихід Сполученого Королівства з Європейського Союзу.

### Початок міністерської кар'єри (2017—2019)
Після загальних виборів 2017 року Квартенґ був призначений парламентським особистим секретарем канцлера казначейства Філіпа Геммонда. 16 листопада 2018 року Квартенґ змінив Суеллу Браверман на посаді міністра у Департаменті з питань виходу з ЄС.
Квартенґ був активним прихильником Бориса Джонсона на виборах керівництва Консервативної партії у 2016 і 2019 роках. Після перемоги Джонсона на виборах 25 липня 2019 року Квартенґа було призначено державним міністром у Департаменті бізнесу, енергетики та промислової стратегії разом із Джо Джонсоном, братом прем'єр-міністра. Того ж дня ввійшов до Таємної ради.

### Міністр з питань бізнесу, енергетики та промислової стратегії (2021—2022)
8 січня 2021 року під час мініперестановки він змінив Алока Шарму на посаді державного секретаря з питань бізнесу, енергетики та промислової стратегії. Він став другою темношкірою людиною в кабінеті міністрів, першим був Пол Боатенг, який обіймав посаду головного міністра фінансів, і першим темношкірим консерватором. Він також став першою чорношкірою людиною, яка керувала урядовим департаментом, призначеною на посаду державного секретаря. Він зобов'язав свій департамент скоротити глобальні викиди, щоб зупинити зміну клімату. У травні 2021 року Квартенґ відкрив новий завод акумуляторів для електромобілів в Оксфордширі.

#### Розпуск ISC
У березні 2021 року його розкритикували за розпуск Ради промислової стратегії, дорадчого органу, який прагне відродити регіони Британії. Через кілька днів після кліматичного саміту COP26 Квартенґ зустрівся з керівниками нафтової промисловості, щоб закликати їх продовжувати буріння в Північному морі.
У січні 2022 року, під час поїздки до Саудівської Аравії, Квартенґ погодився на рейси та гостинність від Saudi Aramco, найбільшої державної енергетичної компанії. Квартенґ відвідав Саудівську Аравію 29 січня. Aramco доправило його до Ед-Даммама 30 січня, а потім подарувало йому ночівлю в гостьових будинках фірми в їхньому житловому комплексі. Наступного дня, 31 січня, Aramco доставило Квартенґа до Джубайля, а потім до Ер-Ріяда. Він повернувся до Великої Британії 1 лютого. Квартенґу також подарували планшет Lenovo за 300 фунтів стерлінгів. Дані відділу прозорості BEIS показали, що Квартенґ подорожував до Саудівської Аравії комерційним рейсом, що коштувало платникам податків 4430 фунтів стерлінгів. Він також відвідав нафтове родовище Shaybah компанії Aramco разом із міністром енергетики Саудівської Аравії, хоча це не було зареєстровано в записах прозорості BEIS. Багато політиків критикували Квартенґа за гостинність представників Саудівської Аравії, особливо зважаючи на проблеми з правами людини, тоді як інші висловлювали занепокоєння, чи не порушив він міністерський кодекс.
Борис Джонсон звільнив Квартенґа з посади бізнес-секретаря під час запланованої перестановки в кабінеті міністрів у червні 2022 року, що його «дуже засмутило». Кажуть, що під час виборів до керівництва Консервативної партії у 2022 році Квартенґ і Ліз Трасс уклали угоду про те, щоб вона призначить його канцлером скарбниці, якщо стане прем'єр-міністром.

### Канцлер скарбниці
Квартенґ був призначений канцлером скарбниці новим прем'єр-міністром Ліз Трасс 6 вересня 2022 року. На тлі економічної та політичної кризи, яка виникла через реформи прем'єр-міністра Ліз Трасс, Квартенґа було звільнено 14 жовтня через 38 днів після призначення, що зробило його другим за найкоротшою тривалістю перебування на посаді канцлером після Ієна Мак-Лауда, який помер під час виконання службових обов'язків. Його на посаді замінив Джеремі Гант.

## Політичні погляди
Прихильник виходу Великої Британії з Європейського Союзу (ЄС) на референдумі 2016 року. Квартенґ вважається членом правого крила Консервативної партії.

## Особисте життя
Друзі описують Квартенґа як «дуже закриту» людину. Раніше він мав стосунки з колишнім міністром внутрішніх справ від консерваторів Ембер Радд. У грудні 2019 року він одружився з міським адвокатом Гаррієт Едвардс. Їхня донька народилася 15 жовтня 2021 року. Він жив у Бейсвотері, а в січні 2022 року придбав будинок у Гринвічі.

## Публікації
- Ghosts of Empire: Britain's Legacies in the Modern World. Bloomsbury London. 2011. ISBN 9781408822906.
- After the Coalition. Biteback, London. 2011. ISBN 9781849542128.
- Gridlock Nation. Biteback, London. 2011. ISBN 9781849541121.
- Britannia Unchained: Global Lessons for Growth and Prosperity. Palgrave Macmillan, London. 2012. ISBN 9781137032232.
- War and Gold: A Five-Hundred-Year History of Empires, Adventures and Debt. Bloomsbury, London. 2014. ISBN 9781408831687.
- Thatcher's Trial: Six Months That Defined a Leader. Bloomsbury, London. 2015. ISBN 9781408859179.